# برد (ساری)
برد، روستایی است از توابع بخش چهاردانگه شهرستان ساری در استان مازندران ایران.
این روستا به دلیل شکل ساختاری خانه‌هایش به ماسولهٔ گیلان شبیه است و حتی به آن برد ماسوله نیز می‌گویند.
روستا دارای زمستان‌های سرد و یخبندان و تابستان‌های خنک و آب و هوای سرد و خشک است. وجود کوه در اطراف این روستا جلوه‌های فوق‌العاده‌ای به این روستا داده‌است.
این روستای دارای باغ‌ها و زمین‌های کشاورزی فراوانی می‌باشد که برای کشت میوه‌ها و غلات و برنج از آن بهره‌برداری می‌شود.
روستا یک چشمه گوارا و خنک  به اسم سرسم دارد که آب مورد نیاز کشاورزی این روستا را تأمین می‌کند.
یکی از معروف‌ترین جاذبه‌های دیدنی  این روستا یخچال طبیعی دارابکوه است. 
این روستا یکی از تفریحگاه های رضا شاه محسوب می شد و سنگ نوشته ها در آن بسیار است و تاریخچه و تمدن دار است.

## جمعیت
این روستا در دهستان پشتکوه قرار داشته و بر اساس آخرین سرشماری مرکز آمار ایران که در سال ۱۳۹۵ صورت گرفته، جمعیت آن ۹۲نفر (۴۵خانوار) بوده‌است.
روستای برد در سرشماری سال ۱۳۹۵
| شمار خانوار | جمعیت | زن | مرد |
| ۴۵          | ۹۲    | ۴۴ | ۴۸  |